# Pascale Michaud
Pascale Michaud (Saintes, 25 giugno 1977) è un'attrice francese.

## Teatro
- Merci Jean-Claude
- Angèle
- Un fil à la patte
- Feu la mère de madame
- On choisit pas sa famille
- Les précieuses ridicules
- Cyrano 2

## Filmografia

### Televisione
- À bicyclette, regia di Merzak Allouache (2001)
- Ambre a disparu, regia di Denys Granier-Deferre (2003)
- La commedia del potere (L'ivresse du pouvoir), regia di Claude Chabrol (2006)
- Père et maire, regia di Laurent Lévy (2006)
- Seconde chance - serial TV, 80 puntate (2009)
- Section de recherches - serie TV, episodio 4x08 (2009)
- C'est quand même mieux sans la clope, regia di Yvan Radkin